# Катаргін Іван Никифорович
Іван Никифорович Катаргін (нар. 24 січня 1928) — радянський діяч, секретар і 2-й секретар Київського міського комітету КПУ, 1-й заступник міністра внутрішніх справ Української РСР, генерал-лейтенант внутрішньої служби.

## Біографія
Освіта вища. Член КПРС з 1958 року.
У квітні 1963 — грудні 1964 року — завідувач відділу будівництва і міського господарства Київського промислового обласного комітету КПУ.
28 грудня 1964 — червень 1971 року — секретар Київського міського комітету КПУ.
У червні 1971 — травні 1973 року — 2-й секретар Київського міського комітету КПУ.
У 1973—1987 роках — 1-й заступник міністра внутрішніх справ Української РСР.
З 1987 року — начальник Головного (об'єднаного) управління із виправних справ (ГУВС) Міністерства внутрішніх справ СРСР.
Потім — на пенсії в місті Москві.

## Звання
- полковник внутрішньої служби
- генерал-майор внутрішньої служби (1.11.1974)
- генерал-лейтенант внутрішньої служби

## Нагороди
- ордени
- медалі